# Bujalaro
Bujalaro è un comune spagnolo di 67 abitanti situato nella comunità autonoma di Castiglia-La Mancia.